# 医学上の未解決問題
医学上の未解決問題（いがくじょうのみかいけつもんだい）では、医学における未解決の問題について説明する。

## 根拠（エビデンス）に基づく薬
根拠（エビデンス）に基づく医学 ( Evidence-based medicine: EBM ) は、医療行為や研究の中心的なパラダイムとなっている。しかし、EBMの周りに議論が続いており、患者の大規模なサンプルから得られた結果を個人にどのように適用できるかについて議論が続いている。

## 特定の条件
原因が知られていない多くの病気がある。病因が完全または部分的に理解されているが、効果的な治療法がまだ利用できない他のものがある。病気は完全に理解されていないと言っても過言ではない。
特発性は、明らかな自発的起源の原因またはメカニズムが不明な疾患を示すために医学で使用される記述用語である。 特発性疾患の例としては、特発性肺線維症、特発性頭蓋内高血圧症、および特発性肺血栓症が挙げられる。

## ゲイツ財団グランドチャレンジ
第8回 グローバルヘルスにおける大きな課題
2003年1月26日、ビル&メリンダ・ゲイツ財団は「グローバルヘルスにおけるグランドチャレンジ」に関する医学研究イニシアチブのために2億ドルを提供した。最初のリストは次のとおりである。
- 小児ワクチンを改善するには:

1. GC 1: 出生後すぐに使用できる効果的な単回投与ワクチンを作成する。
2. GC 2: 冷凍を必要としないワクチンを準備する。
3. GC 3: ワクチンの針なしデリバリーシステムを開発する。

- 新しいワクチンを作成するには:

1. GC 4:モデルシステムで信頼性の高い試験を考案し、生ワクチンを評価する。
2. GC 5: 効果的な、保護免疫のための抗原を設計する方法を解決する。
3. GC 6: どの免疫応答が保護免疫を提供するかを学ぶ。

- 病気の原因を伝播する昆虫を制御するには:

1. GC 7:病気を伝える昆虫集団を枯渇させるか、または無力化するための遺伝的戦略を開発する。
2. GC 8: 病気を伝える昆虫集団を枯渇させるか、または無力化する化学戦略を開発する。

- 健康を促進するために栄養を改善するには:

1. GC 9:単一の主な植物種の最適な生物利用可能な栄養素の完全な範囲を作成する。

- 感染症の薬剤治療を改善するには:

1. GC 10: 薬剤耐性微生物の可能性を最小限に抑える薬や送達システムを発見する。

- 潜伏および慢性感染症を治すために:

1. GC 11: 潜伏感染症を治すことができる治療法を作成する。
2. GC 12: 慢性感染症を治す免疫学的方法を作成する。

- 貧困国の疾病と健康状態を正確かつ経済的に測定するには:

1. GC 13:人口の健康状態を定量的に評価できる技術を開発する。
2. GC 14: ポイント・オブ・ケアで複数の条件や病原体の個人の評価を可能にする技術を開発。

## 近年解決した問題
・一部の全身麻酔が機能するメカニズム-2020年リチャード・ラーナーにより解明された。